# Rosario M. Montesanti
Rosario M. Montesanti (* 8. Mai 1949 in Rom) ist ein italienischer Filmregisseur und Dokumentarfilmer.
Montesanti arbeitete 1976 als Kameramann bei Pupi Avatis Bordella. 1990 und 1992 drehte er zwei Filme, die kaum in den Kinos liefen und nahezu unbemerkt blieben. Danach war er für die RAI als Filmemacher für zahlreiche historische Formate wie Il mio novecento, Limousine oder Cercando cercando aktiv. Auf dokumentarischem Sektor konnte man seinen Architekturfilm Un nuovo segno sehen.; 2009 erschien der vierteilige I segreti di Roma.
Als Autor veröffentlichte er Passaggio di proprietà (ISBN 8896121531) sowie Buonanotte.

## Filmografie (Auswahl)
- 1990: Ghostwik Hall
- 1992: Oltre la notte
- 2006: Un nuovo segno (Dokumentarfilm)